# Urgleptes physoderus
Urgleptes physoderus là một loài bọ cánh cứng trong họ Cerambycidae.